# Rue de Neuilly (Villemomble)
Pour les articles homonymes, voir Rue de Neuilly.
La rue de Neuilly est un des axes du centre historique de Villemomble.

## Situation et accès
Cette rue suit le parcours de la route départementale 10. Elle rencontre notamment l'avenue de Frédy et la rue Rousselet.
Elle se termine à l'est, près du tunnel du raccordement de Gagny-Sud, sous la ligne de Bobigny à Sucy - Bonneuil.

## Origine du nom

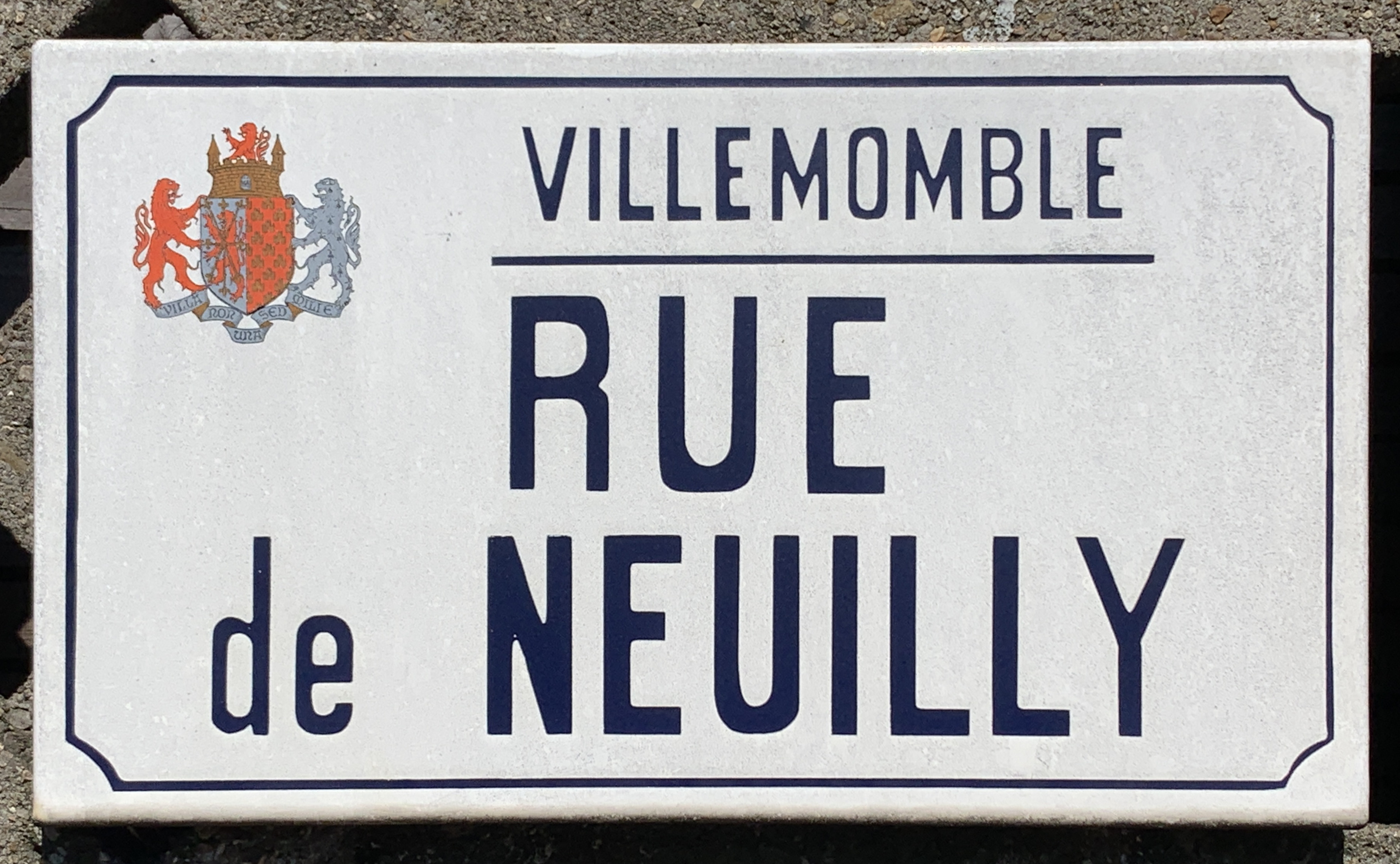
Plaque de la rue de Neuilly, 2021.

Cette voie de communication est l'ancienne route menant à Neuilly-sur-Marne.

## Historique

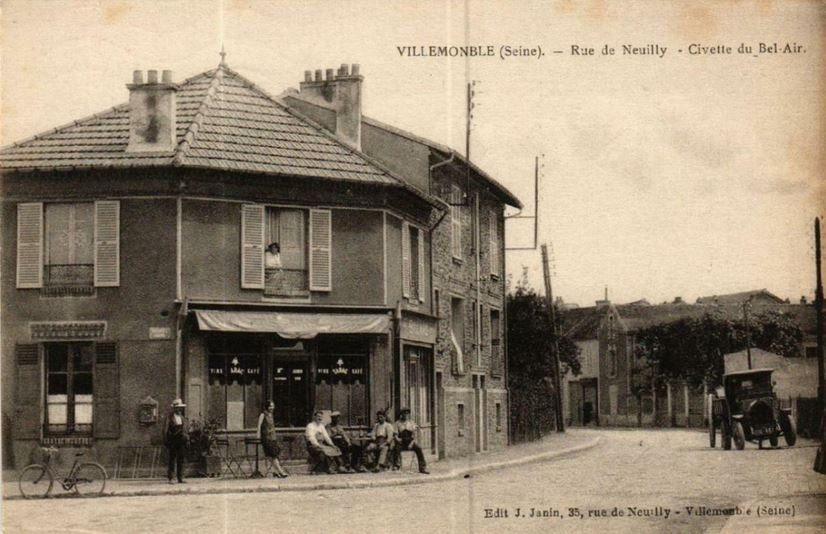
Villemomble, rue de Neuilly.

Cette rue située dans un quartier à l'origine maraîcher, va se lotir dans les années 1880-1890. Certaines  villas, notamment construites en meulière et remplaçant des maisons légumières, sont considérées comme remarquables.
Le 8 mars 1918, durant la première Guerre mondiale, les nos 26 et 86 rue de Neuilly sont touchés lors d'un raid effectué par des avions allemands.

## Bâtiments remarquables et lieux de mémoire

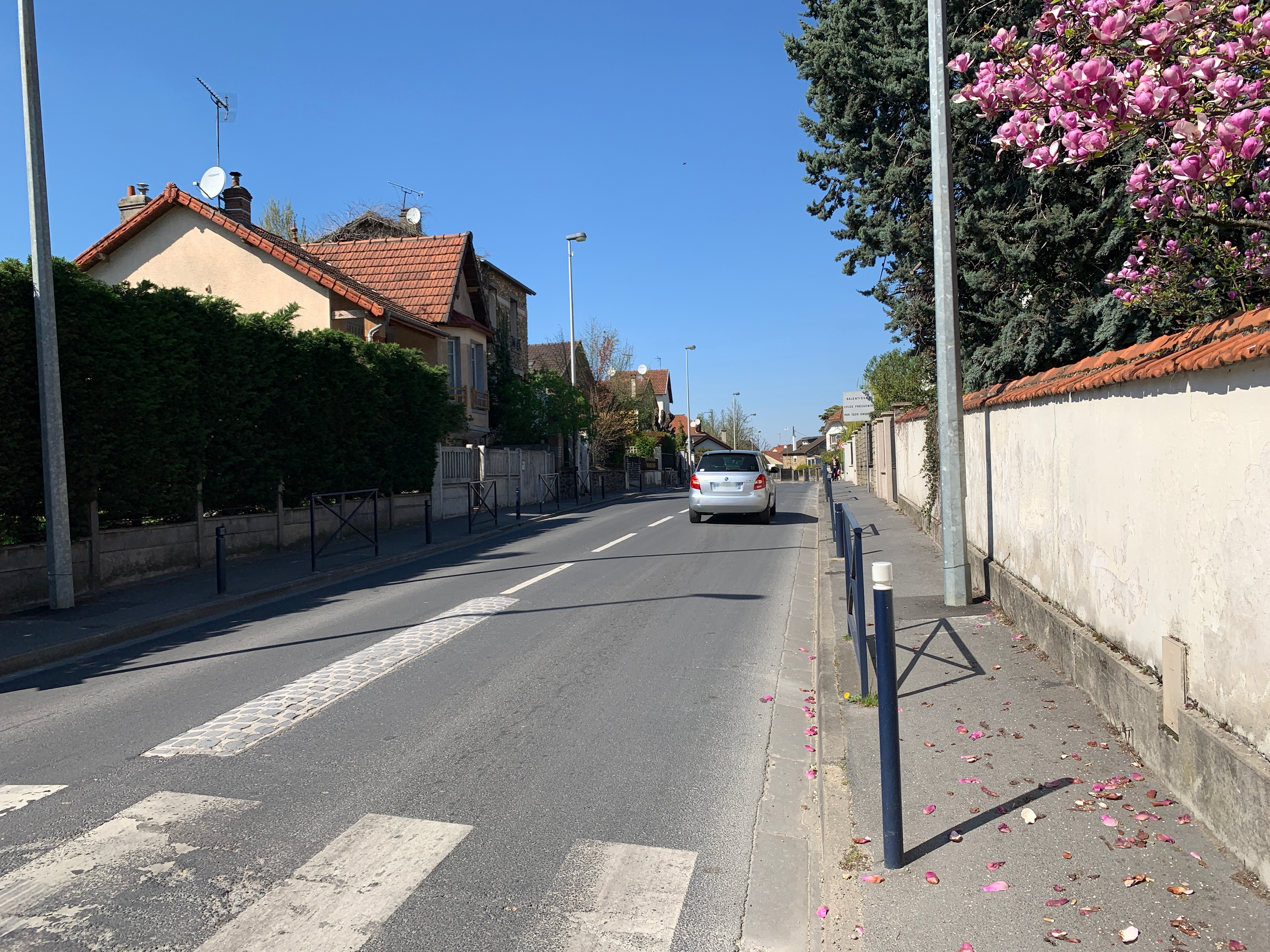
La rue en avril 2021.

- En 1856, le célèbre fabuliste Pierre Lachambeaudie habitait dans cette rue[4];
- La chapelle Saint-André de Villemomble, construite en 1951;
- Le Parc municipal des sports Georges-Pompidou[5];
- Le stade Claude-Ripert, inauguré le 29 mai 1938 en présence du maréchal Pétain[6]. Il a été baptisé du nom de Claude Ripert, maire pendant la Seconde Guerre Mondiale[7]. C’est dans ce stade, en 1942, que Raymond Hoinant a introduit le handball en France;
- Patrimoine végétal remarquable[8].